# Brescia Calcio 2003-2004
Questa voce raccoglie le informazioni riguardanti il Brescia Calcio nelle competizioni ufficiali della stagione 2003-2004.

## Stagione
Nella stagione 2003-2004 il dopo Mazzone inizia con l'ex mediano delle rondinelle Gianni De Biasi in panchina. Il Brescia ottiene un undicesimo posto nel campionato di Serie A, in quella che sarà l'ultima stagione di Roberto Baggio come calciatore. Il Divin Codino e il giovane Andrea Caracciolo risulteranno i migliori marcatori stagionali con 12 reti ciascuno. Durante questa stagione, sono da ricordare le vittorie esterne sulla Lazio (0-1) e sull'Inter (1-3). La salvezza certa arriva con due turni di anticipo sulla fine del campionato.
In Coppa Italia le rondinelle sono entrate in scena nel secondo turno, ma sono state eliminate dal Palermo, pareggiando (1-1) all'andata in trasferta e perdendo (2-3) al ritorno al Rigamonti.
A luglio 2003 la squadra ha partecipato alla Coppa Intertoto nella quale non è andata oltre il terzo turno, perdendo contro il Villarreal, dopo avere eliminato il Gloria Bistrița al secondo turno.

## Divise e sponsor
Gli sponsor tecnici per la stagione 2003-2004 sono Umbro e Robe di Kappa, mentre lo sponsor ufficiale è Banca Lombarda.

## Rosa
| N. |                       | Ruolo | Calciatore           |
| -- | --------------------- | ----- | -------------------- |
| 1  | Italia (bandiera)     | P     | Luca Castellazzi     |
| 2  | Lituania (bandiera)   | D     | Marius Stankevičius  |
| 3  | Italia (bandiera)     | D     | Dario Dainelli       |
| 4  | Italia (bandiera)     | D     | Fabio Petruzzi       |
| 5  | Costa Rica (bandiera) | D     | Gilberto Martínez    |
| 6  | Italia (bandiera)     | C     | Stefano Mauri        |
| 7  | Italia (bandiera)     | C     | Matteo Brighi        |
| 8  | Brasile (bandiera)    | C     | Matuzalém            |
| 9  | Italia (bandiera)     | A     | Filippo Maniero      |
| 10 | Italia (bandiera)     | A     | Roberto Baggio       |
| 11 | Italia (bandiera)     | C     | Simone Del Nero      |
| 12 | Argentina (bandiera)  | P     | Diego Sebastián Saja |
| 14 | Uruguay (bandiera)    | C     | Alejandro Correa     |
| 15 | Italia (bandiera)     | D     | Marco Zambelli       |
| 16 | Paraguay (bandiera)   | D     | Víctor Mareco        |
| 17 | Italia (bandiera)     | C     | Roberto Guana        |
| 18 | Italia (bandiera)     | C     | Antonio Filippini    |
| 19 | Austria (bandiera)    | C     | Markus Schopp        |

| N. |                      | Ruolo | Calciatore                    |
| -- | -------------------- | ----- | ----------------------------- |
| 20 | Italia (bandiera)    | D     | Paolo Castellini              |
| 21 | Italia (bandiera)    | C     | Giuseppe Colucci              |
| 22 | Italia (bandiera)    | P     | Federico Agliardi             |
| 25 | Nigeria (bandiera)   | C     | Cyril Gona                    |
| 26 | Italia (bandiera)    | C     | Jonathan Bachini              |
| 29 | Italia (bandiera)    | A     | Andrea Caracciolo             |
| 30 | Italia (bandiera)    | D     | Marco Pisano                  |
| 31 | Cile (bandiera)      | A     | Mario Antonio Salgado Jiménez |
| 32 | Italia (bandiera)    | C     | Luigi Di Biagio               |
| 33 | Italia (bandiera)    | P     | Emiliano Viviano              |
| 34 | Argentina (bandiera) | A     | Raúl Alberto González         |
| 35 | Italia (bandiera)    | A     | Andrea Alberti                |
|    | Italia (bandiera)    | P     | Tiziano Ramon                 |
|    | Marocco (bandiera)   | C     | Abderrazzak Jadid             |
|    | Italia (bandiera)    | D     | Alessandro Lucarelli          |
|    | Italia (bandiera)    | C     | Mattia Turetta                |
|    | Italia (bandiera)    | A     | Roberto Cortellini            |

## Calciomercato

### Sessione invernale
| Acquisti | Acquisti         | Acquisti | Acquisti |
| R.       | Nome             | da       | Modalità |
| -------- | ---------------- | -------- | -------- |
| D        | Paolo Castellini | Torino   | prestito |

| Cessioni | Cessioni              | Cessioni       | Cessioni   |
| R.       | Nome                  | a              | Modalità   |
| -------- | --------------------- | -------------- | ---------- |
| P        | Diego Sebastián Saja  | Rayo Vallecano | definitivo |
| C        | Antonio Filippini     | Palermo        | definitivo |
| A        | Raúl Alberto González | Martina        | definitivo |
| A        | Mario Salgado         | Salisburgo     | prestito   |

## Risultati

### Serie A

#### Girone di andata
| Arbitro: | Gabriele (Frosinone) |

|                         |           |           |
| Filippini A. 58’ (rig.) | Marcatori | 12’ Lanna |

| Arbitro: | Pieri (Genova) |

|                                                        |           |  |
| Montella 11’ Chivu 16’ Totti 23’, 58’ Carew 44’ (rig.) | Marcatori |  |

| Arbitro: | Bertini (Arezzo) |

|                                                            |           |                                                   |
| Di Biagio 10’ Caracciolo 52’ Filippini A. 53’ Petruzzi 87’ | Marcatori | 24’ (rig.), 73’ Nakamura 39’ Bonazzoli 62’ Sottil |

| Arbitro: | Saccani (Mantova) |

|                               |           |           |
| Bazzani 88’ Flachi 90’ (rig.) | Marcatori | 69’ Mauri |

| Arbitro: | Pellegrino (Barcellona Pozzo di Gotto) |

|              |           |                                    |
| Cassetti 33’ | Marcatori | 7’, 69’, 84’ Caracciolo 86’ Baggio |

| Arbitro: | Pieri (Genova) |

|                           |           |                           |
| Baggio 22’ Caracciolo 49’ | Marcatori | 62’ Cruz 87’ (rig.) Vieri |

| Arbitro: | Paparesta (Bari) |

|                         |           |  |
| Nedved 6’ Trezeguet 45’ | Marcatori |  |

| Arbitro: | Bertini (Arezzo) |

|                            |           |                                         |
| Matuzalem 4’ Di Biagio 38’ | Marcatori | 12’ Morfeo 43’ Marchionni 71’ Gilardino |

| Brescia 8 novembre 2003 9ª giornata | Brescia            | 0 – 0 referto | Bologna | Stadio Mario Rigamonti (9 087 spett.)\| Arbitro: \| De Santis (Tivoli) \| |
| Arbitro:                            | De Santis (Tivoli) |               |         |                                                                           |

| Arbitro: | Saccani (Mantova) |

|              |           |           |
| Berretta 60’ | Marcatori | 5’ Baggio |

| Arbitro: | Cruciani (Pesaro) |

|                |           |                        |
| Caracciolo 65’ | Marcatori | 47’ Jørgensen 56’ Fava |

| Arbitro: | Paparesta (Bari) |

|           |           |             |
| Taldo 83’ | Marcatori | 86’ Bachini |

| Arbitro: | Palanca (Roma) |

|                         |           |  |
| Mauri 15’ Di Biagio 20’ | Marcatori |  |

| Arbitro: | Rizzoli (Bologna) |

|                                  |           |                                |
| Margiotta 5’ Dainelli 72’ (aut.) | Marcatori | 10’ Di Biagio 77’ Filippini A. |

| Arbitro: | Palanca (Roma) |

|                                |           |                     |
| Mauri 16’, 87’ Baggio 21’, 52’ | Marcatori | 45’ Argilli 47’ Flo |

| Arbitro: | Rizzoli (Bologna) |

|  |           |              |
|  | Marcatori | 5’ Di Biagio |

| Arbitro: | Bertini (Arezzo) |

|  |           |             |
|  | Marcatori | 81’ Pancaro |

#### Girone di ritorno
| Arbitro: | Farina (Novi Ligure) |

|                                     |           |                |
| Barzagli 52’ Santana 73’ Sculli 84’ | Marcatori | 10’ Caracciolo |

| Arbitro: | Bolognino (Milano) |

|                    |           |  |
| Bachini 43’ (rig.) | Marcatori |  |

| Reggio Calabria 8 febbraio 2004 20ª giornata | Reggina        | 0 – 0 referto | Brescia | Stadio Oreste Granillo (19 783 spett.)\| Arbitro: \| Pieri (Genova) \| |
| Arbitro:                                     | Pieri (Genova) |               |         |                                                                        |

| Arbitro: | Gabriele (Frosinone) |

|               |           |          |
| Caracciolo 5’ | Marcatori | 56’ Doni |

| Arbitro: | Dattilo (Locri) |

|            |           |                            |
| Baggio 92’ | Marcatori | 12’ Chevanton 88’ Cassetti |

| Arbitro: | Ayroldi (Molfetta) |

|               |           |                                  |
| Stankovic 48’ | Marcatori | 67’, 81’ Caracciolo 73’ Del Nero |

| Arbitro: | Bertini (Arezzo) |

|                         |           |                                           |
| Mauri 3’ Caracciolo 39’ | Marcatori | 53’ (rig.) Miccoli 55’ Di Vaio 75’ Nedved |

| Arbitro: | Dondarini (Finale Emilia) |

|                           |           |                          |
| Carbone 5’ Marchionni 60’ | Marcatori | 32’ Di Biagio 74’ Baggio |

| Arbitro: | Saccani (Mantova) |

|                                |           |  |
| Tare 40’ Nervo 70’ Signori 80’ | Marcatori |  |

| Arbitro: | Rosetti (Torino) |

|                                                      |           |                             |
| Baggio 22’, 83’ Mauri 29’ Colucci 45’ Caracciolo 74’ | Marcatori | 31’ Rapaic 37’ (rig.) Maini |

| Arbitro: | Bolognino (Milano) |

|                                |           |                                      |
| Iaquinta 5’, 30’ Fava 15’, 82’ | Marcatori | 45’ Baggio 47’ Di Biagio 61’ Maniero |

| Brescia 10 aprile 2004 29ª giornata | Brescia               | 0 – 0 referto | Modena | Stadio Mario Rigamonti (11 545 spett.)\| Arbitro: \| Racalbuto (Gallarate) \| |
| Arbitro:                            | Racalbuto (Gallarate) |               |        |                                                                               |

| Arbitro: | Rodomonti (Teramo) |

|                |           |                   |
| Gasparetto 68’ | Marcatori | 17’ (aut.) Ficini |

| Arbitro: | Rodomonti (Teramo) |

|            |           |               |
| Baggio 45’ | Marcatori | 37’ Ravanelli |

| Arbitro: | Farina (Novi Ligure) |

|  |           |            |
|  | Marcatori | 60’ Brighi |

| Arbitro: | Racalbuto (Gallarate) |

|                      |           |           |
| Mauri 81’ Baggio 89’ | Marcatori | 93’ César |

| Arbitro: | Giannoccaro (Lecce) |

|                                              |           |                    |
| Tomasson 36’, 59’ Ševčenko 38’ Rui Costa 66’ | Marcatori | 53’, 69’ Matuzalem |

### Coppa Italia

#### Secondo turno
| Arbitro: | Castellani (Verona) |

|                      |           |            |
| Vannucchi 55’ (rig.) | Marcatori | 23’ Schopp |

| Arbitro: | Morganti (Ascoli Piceno) |

|                         |           |                                    |
| Correa 50’ González 84’ | Marcatori | 30’ Soligo 58’ Vannucchi 65’ Ferri |

### Coppa Intertoto UEFA
| Arbitro: | Ivanov |

|                                   |           |            |
| Cortellini 4’ Del Nero 85’ (rig.) | Marcatori | 10’ Velcea |

| Arbitro: | Meri Levi |

|                |           |              |
| Sinmartean 60’ | Marcatori | 90’ González |

| Arbitro: | Rennie |

|                        |           |  |
| Calleja 15’ Victor 81’ | Marcatori |  |

| Arbitro: | Johannesson |

|              |           |            |
| Petruzzi 88’ | Marcatori | 52’ Guayre |

## Statistiche

### Statistiche di squadra
| Competizione    | Punti | In casa | In casa | In casa | In casa | In casa | In casa | In trasferta | In trasferta | In trasferta | In trasferta | In trasferta | In trasferta | Totale | Totale | Totale | Totale | Totale | Totale | DR |
| Competizione    | Punti | G       | V       | N       | P       | Gf      | Gs      | G            | V            | N            | P            | Gf           | Gs           | G      | V      | N      | P      | Gf     | Gs     | DR |
| --------------- | ----- | ------- | ------- | ------- | ------- | ------- | ------- | ------------ | ------------ | ------------ | ------------ | ------------ | ------------ | ------ | ------ | ------ | ------ | ------ | ------ | -- |
| Serie A         | 40    | 17      | 5       | 7       | 5       | 29      | 25      | 17           | 4            | 6            | 7            | 23           | 32           | 34     | 9      | 13     | 12     | 52     | 57     | -5 |
| Coppa Italia    |       | 1       | 0       | 0       | 1       | 2       | 3       | 1            | 0            | 1            | 0            | 1            | 1            | 2      | 0      | 1      | 1      | 3      | 4      | -1 |
| Coppa Intertoto |       | 2       | 1       | 1       | 0       | 3       | 2       | 2            | 0            | 1            | 1            | 1            | 3            | 4      | 1      | 2      | 1      | 4      | 5      | -1 |
| Totale          |       | 20      | 6       | 8       | 6       | 34      | 30      | 20           | 4            | 8            | 8            | 25           | 36           | 40     | 10     | 16     | 14     | 59     | 66     | -7 |